# Poggio Imperiale
Poggio Imperiale är en ort och kommun i provinsen Foggia i regionen Apulien i Italien. Kommunen hade 2 697 invånare (2017).